# Anna-Louisa-Karsch-Straße

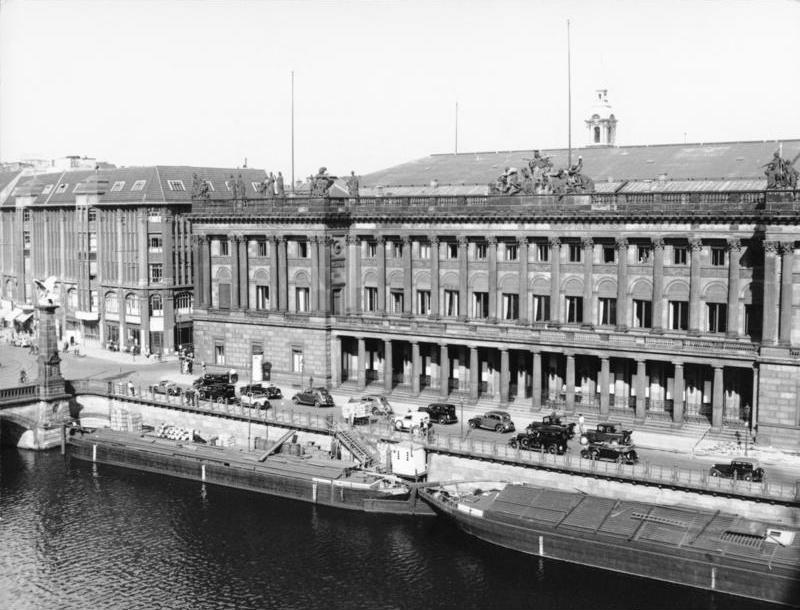
Blick vom Berliner Dom auf die Burgstraße mit der alten Börse (1939). Links von der Börse begann die Neue Friedrichstraße, heute: Anna-Louisa-Karsch-Straße.

Die Anna-Louisa-Karsch-Straße ist eine 250 Meter lange Straße im Berliner Ortsteil Mitte des gleichnamigen Bezirks, die zum historischen Stadtteil Alt-Berlin gehört. Die Straße existiert seit dem Bau der Festungsanlagen im 17. Jahrhundert.

## Lage
Die Anna-Louisa-Karsch-Straße verläuft zwischen der Friedrichsbrücke und der Kreuzung Rosenstraße/An der Spandauer Brücke/Rochstraße. Die Straße hat eine wechselseitige Hausnummerierung beginnend an der Burgstraße.

## Namensgebung
Am 15. Januar 2001 wurde der erst 1978 in die Burgstraße einbezogene Straßenabschnitt in Anna-Louisa-Karsch-Straße umbenannt. Sie erhielt ihren Namen nach der deutschen Dichterin Anna Louisa Karsch, genannt „die Karschin“.

## Geschichte

### 18.–19. Jahrhundert
Um 1700 hieß die Straße Bei der Pomeranzenbrücke. Sie erhielt ihren Namen nach der an ihr gelegenen Pomeranzenbrücke oder Großen Pomeranzenbrücke (später: Friedrichsbrücke). Die Brücke wiederum hatte ihren Namen nach dem in der Nähe gelegenen Pomeranzenhaus erhalten. Der Straßenabschnitt wurde in dieser Zeit auch Am Walle, Garnison-Kirchen-Straße (1760) bzw. Am Königswall genannt.
Die Neue Friedrichstraße entstand in ihrer Gesamtlänge nach der Abtragung des Walls der Festung Berlins um 1746. Ihre Benennung erfolgte zu Ehren von Friedrich II. Sie umschloss mit dem parallel verlaufenden Königsgraben das Stadtgebiet von Alt-Berlin an der nördlichen und östlichen Seite. Sie reichte von der großen Pomeranzenbrücke vorbei an der Spandauer Brücke und Königsbrücke bis zur Stralauer Straße an der Waisenbrücke.

### Seit dem 20. Jahrhundert
Am Ende des Zweiten Weltkriegs waren die meisten Gebäude in der Straße und in der Umgebung stark zerstört, beispielsweise die Börse, deren Ruine jahrelang an der Burgstraße Ecke der heutigen Anna-Louisa-Karsch-Straße hinter einem Bauzaun stehen blieb.
Am 10. Mai 1951 erhielt die Neue Friedrichstraße den Namen Littenstraße (nach Hans Litten). Die Straße führte noch immer in voller Länge von der Friedrichsbrücke bis an die Stralauer Straße.
Am 15. November 1978 wurde der westlichste, von der Friedrichsbrücke bis zur Spandauer Straße reichende, Abschnitt der Littenstraße in die entlang der Spree verlaufende, damals um den südlichen Abschnitt gekürzte Burgstraße einbezogen.
An der Nordseite der Straße liegen die Grundstücke mit den Nummern 1–9 und an der Südseite die mit den Nummern 2–4. Die Nummerierung beginnt an der Friedrichsbrücke und endet an der Kreuzung der Rosenstraße.

## Bauten und Denkwürdigkeiten

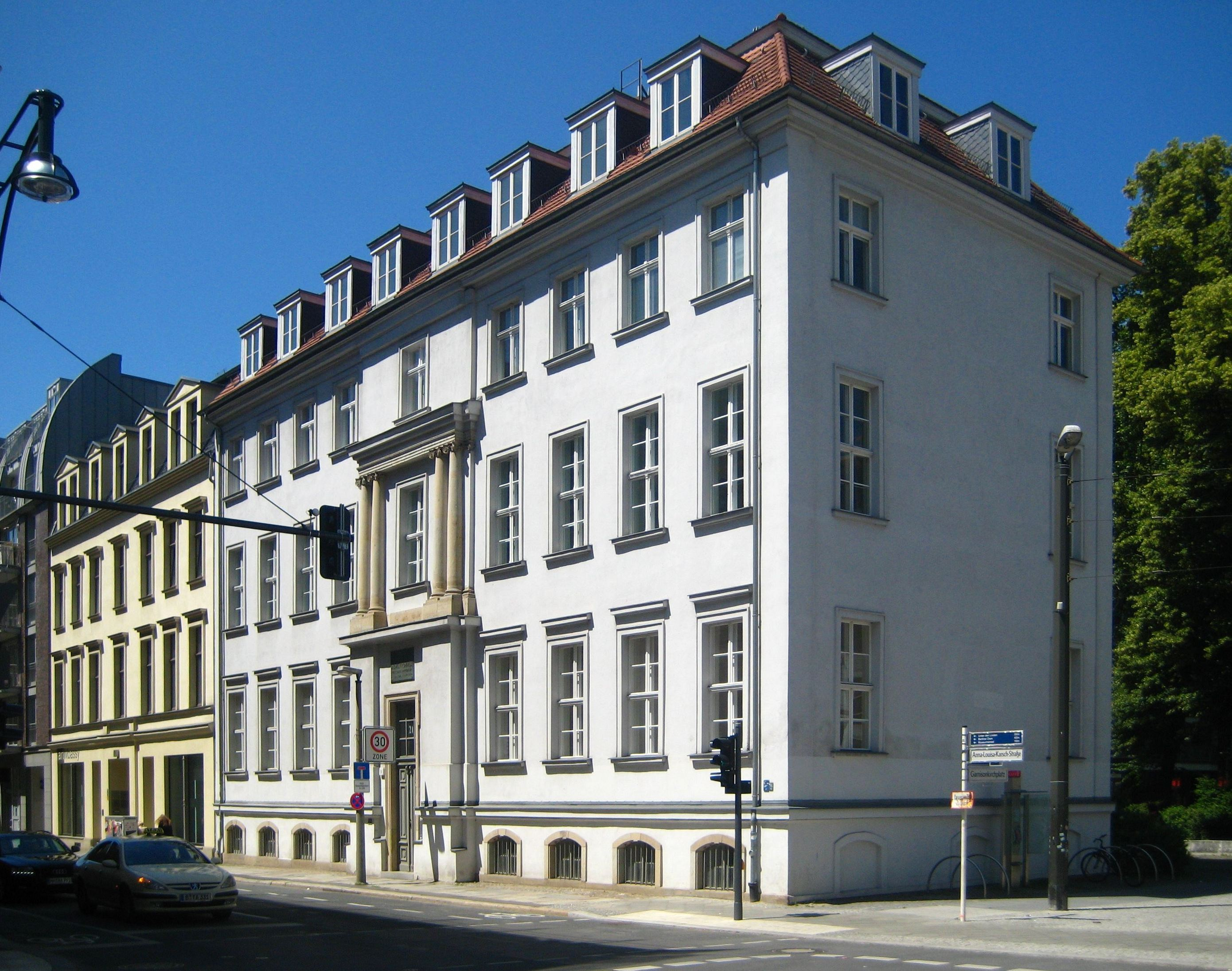
Anna-Louisa-Karsch-Straße 9 / Ecke Spandauer Straße: Schule der Garnisonkirche

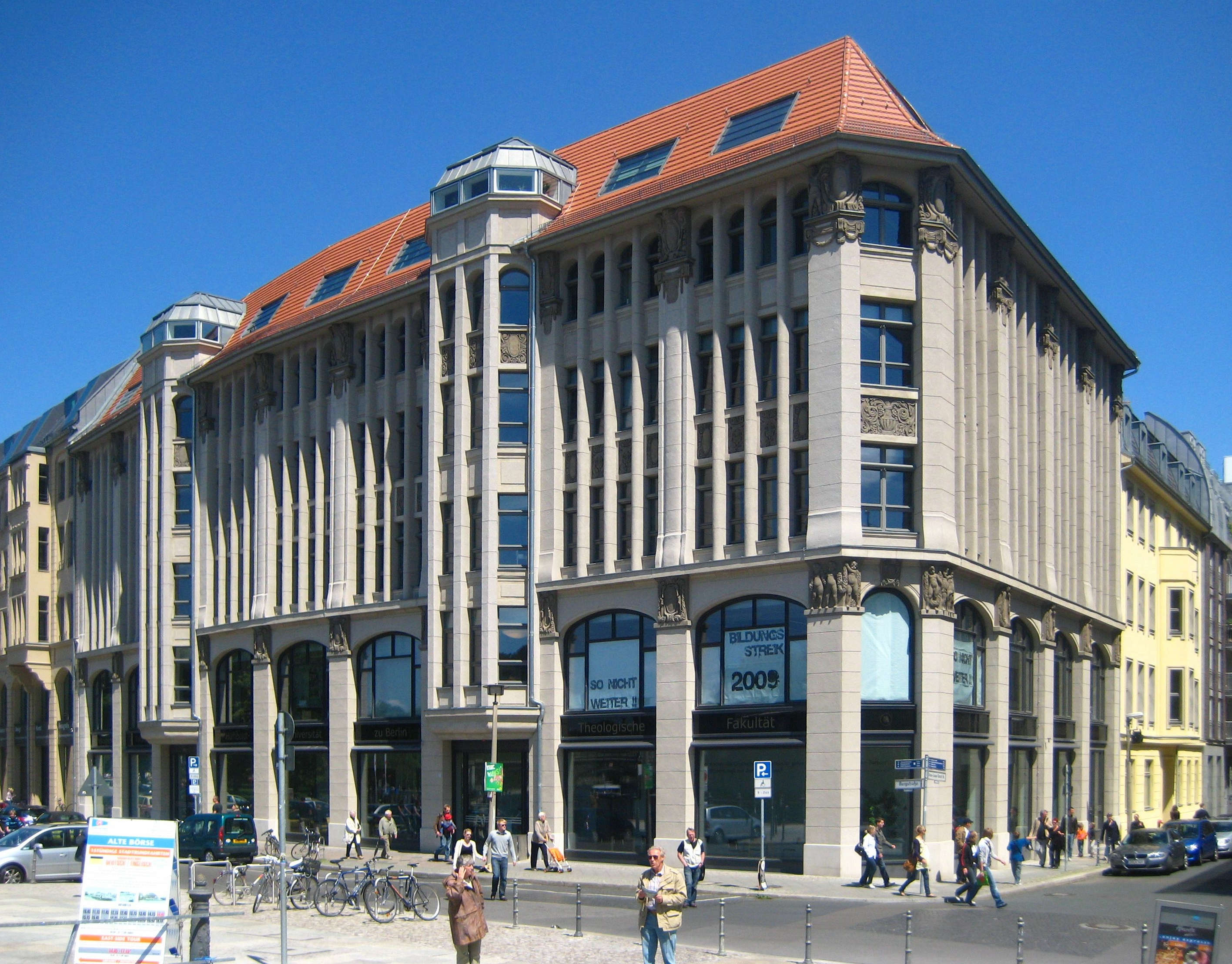
Theologische Fakultät in der Burgstraße 26 / Ecke Anna-Louisa-Karsch-Straße

→ Liste der Kulturdenkmale in Berlin-Mitte/Alt-Berlin
Im Gebäude mit der Hausnummer 2 befindet sich das Berliner Institut für Gesundheitsforschung.
An der Nordseite befinden sich Wohn- und Geschäftshäuser. Bemerkenswert ist in der heutigen Nummer 9 das frühere Schul- und Predigerhaus der ehemals benachbarten Garnisonkirche. Die Kinder in Berlin stationierter Soldaten erhielten hier vor fast 200 Jahren kostenlosen Unterricht. Nach dem Garnisonpfarrer und evangelischen Theologen Emil Frommel erhielt es den Namen Frommel-Haus.
Das Viertel südlich des heutigen Straßenabschnitts wurde Mitte des 19. Jahrhunderts – neben der Behrenstraße – zu einem Finanzzentrum Berlins, beginnend mit dem Neubau der Börse in unmittelbarer Nähe. 1906 wurde hier die Handelshochschule begründet. Seit 1946 hat hier die wirtschaftswissenschaftliche Fakultät der Humboldt-Universität ihren Sitz. Mitte der 1930er Jahre gab es Baumaßnahmen zur Ansiedlung von Wirtschaftsverbänden im Block zwischen der nördlichen Straßenseite und dem Stadtbahnviadukt.
Auf der südlichen Straßenseite befinden sich außerdem die Neubauten des Spreepalais. Ab der Kreuzung Spandauer Straße entstand an der Nordseite das Hackesche Quartier nach Plänen der Architekten Müller / van Reimann, für das Ende 2009 Richtfest gefeiert werden konnte. Hier zogen die Unternehmenszentralen der GASAG, der Werbeagentur Scholz & Friends sowie ein Hotel und diverse andere Büronutzer ein.